# Кокарєв Олександр Якимович
Олександр Якимович Кокарєв (нар. 18 серпня 1909, місто Олександрівськ Катеринославської губернії, тепер місто Запоріжжя — 8 березня 1991, місто Москва, Російська Федерація) — радянський державний діяч, 1-й секретар Красноярського крайкому КПРС, голова Державного комітету СРСР з матеріальних резервів. Член ЦК КПРС у 1961—1981 роках. Депутат Верховної Ради СРСР 5—10-го скликань.

## Життєпис
Народився в родині робітника.
У 1930 закінчив Запорізький індустріальний технікум, з 1930 по 1931 рік працював конструктором на Запорізькому заводі комбайнів «Комунар».
У 1931—1932 роках служив у Червоній армії.
У 1932—1941 роках — завідувач групи підготовки виробництва механічного цеху, начальник відділу технічного контролю, заступник начальника, начальник механічного цеху Запорізького заводу «Комунар».
У 1936 році закінчив три курси Запорізького індустріального інституту.
Член ВКП(б) з 1938 року.
У 1941—1945 роках — начальник виробництва, заступник директор заводу «Комунар», евакуйованого в місто Красноярськ.
У 1945—1946 роках — заступник секретаря Красноярського міського комітету ВКП(б).
У 1946—1950 роках — директор Красноярського заводу самохідних комбайнів.
У 1950—1954 роках — 1-й секретар Красноярського міського комітету ВКП(б).
У 1954 — 21 лютого 1958 року — 2-й секретар Красноярського крайового комітету КПРС.
21 лютого 1958 — січень 1963 року — 1-й секретар Красноярського крайового комітету КПРС. 6 грудня 1962 — січень 1963 року — голова Організаційного бюро Красноярського крайового комітету КПРС по сільськогосподарському виробництву. У січні 1963 — 26 грудня 1964 року — 1-й секретар Красноярського сільського крайового комітету КПРС. 26 грудня 1964 — 28 квітня 1969 року — 1-й секретар Красноярського крайового комітету КПРС.
У квітні 1969 — липні 1978 року — начальник Головного управління державних матеріальних резервів при Раді міністрів СРСР.
5 липня 1978 — 19 грудня 1980 року — голова Державного комітету СРСР з матеріальних резервів.
З грудня 1980 року — персональний пенсіонер союзного значення в Москві. Похований на Кунцевському кладовищі.

## Нагороди і звання
- чотири ордени Леніна (12.08.1959,)
- орден Жовтневої Революції
- орден Вітчизняної війни І ст.
- орден Червоної Зірки
- медаль «За трудову доблесть»
- медалі
- Почесний громадянин міста Красноярська